# 飛驒號列車
飛驒號列車（日语： Hida）、為東海旅客鐵道於名古屋站－高山站、飛驒古川站及富山站間運行的特別急行列車。大部份路段均位於高山本線，而名古屋站至岐阜站一段則使用東海道本線中的名古屋段。此外，每天有1來回會改來往岐阜站至大阪站的一段東海道線。
列車名稱以現岐阜縣北部、古代令制國中的飛驒國而命名。
此條目同時記載於高山本線行走的優等列車之演變。

## 背景
「飛驒」最先於1958年3月1日開始營運，往來名古屋站至富山站，級別為「準急列車」。同年9月1日延長至高岡站；並於1966年3月昇格為「急行列車」；1968年10月1日再昇格為「特急列車」，同時再次延長至金澤站。1985年3月14日，隨時間表改正原故，由驒古川站至金澤站的路段被取消，後來，因「乘鞍號」急行列車被取消，部份「飛驒號」列車才得以延長至富山站以作補償。
過往國鐵因曾打算為高山本線電化，並以日本國鐵381系電車取代氣動車，可惜因後來國鐵的經營環境轉趨惡化，電氣化計劃最終未有落實。國鐵民營化後，JR接手高山本線，並於1989年推出新型號的KiHa 85系氣動車行駛。不過，不久便發生了日本泡沫經濟爆破狀況，使JR東海希望藉新型列車吸引客源的方案並不奏效，此外，再加上東海北陸自動車道的全通、高山市及其近郊的道路網絡伸延及改善，使很多民眾改以私家車代步，並且加上由如濃飛乘合自動車、名鐵巴士等開設高速巴士「飛驒高山號」加入競爭，也使鐵路的經營變得十分嚴峻。
另一方面，如以鐵路連接名古屋～富山間，除了使用「飛驒」外，更多乘客亦會選用繞經北陸本線的「白鷺」、利用東海道新幹線先至東京站，再轉上越新幹線及北越急行「白鷹」（2015年北陸新幹線開通後，更可直接於東京站乘坐「光輝號列車」或新的白鷹號列車），班次都比「飛驒」多、而所需時間亦有機會比一程過的「飛驒」更快；2014年，高速巴士又以加班及減價方式來吸引乘客，以上種種因素都使「飛驒」列車的經營狀況未如理想，亦未能全數伸延回富山站。不過，隨着2020年起因着2019冠狀病毒病疫情的原故，國內遊的人數有所增長，再加上JR東海將於2022年度推出新型的混合動力車輛來代替現時的氣動車，當中高山本線是其中一條試驗旳路線，這都希望能令強化「飛驒號列車」的競爭能力。
另外一提時，由於Kiha 85系的特大玻璃窗車頭設計，給予十分開揚的感覺，因此JR東海在很長時期曾把包括本線在內、會使用這款列車行走的路線名前面加上「Wideview」（廣寬視野）稱呼，但有關安排將於2022年度隨時間表改正時取消。

## 運行概況

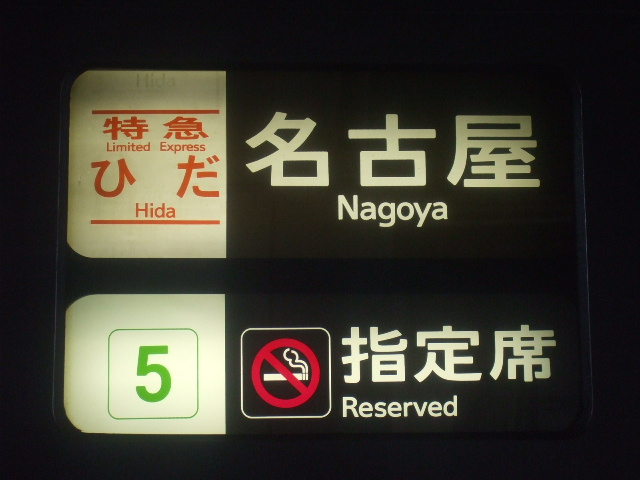
飛驒號列車的方向幕，只顯示「特急飛驒」的字樣。（2008年9月20日）

現時，每天共提供10往復的定期班次，其中：
名古屋站～高山站：共5往復（1、2、4、9、10、15、16、17、18、19號）
名古屋站～飛驒古川站：共1往復（5、12號）
名古屋站～富山站：共4往復（3、6、7、8、11、13、14、20號）
大阪站→飛驒古川站：共1單向（25號，與5號於岐阜站併結，於高山站解結）
高山站→大阪站：共1單向（36號，與16號於岐阜站解結）
列車編號方面，會按照行走區間和線區設有不同號碼。在名古屋站至高山站、飛驒古川站之間的班次中，下行班次是20加上單數號碼，上行班次是20加上雙數號碼。在名古屋站至富山站之間的班次中，下行班次是1020加上單數號碼，上行班次是1020加上雙數號碼。
在行走於大阪站至高山站之間的班次中，不同區間設有不同的列車編號，大阪站至岐阜站之間，下行班次（前往高山）是2000加上單數號碼，上行班次（前往大阪）是2000加上雙數號碼。岐阜站至高山站之間，由於與名古屋站到發列車結併，因此會使用名古屋站到發列車的列車編號。
由於高山本線沿線都是位於山區內，因此當颱風吹襲和發生暴雨時，會有機會於路線上發生山泥傾瀉或橋墩被沖毀等情況，這時段「飛驒」包含於富山站到發的啟有班次將會暫停服務。
在交通系IC卡適用範圍中，大阪站至米原站之間為ICOCA範圍，米原、名古屋站至美濃太田站之間為TOICA範圍。乘客不可使用IC卡乘越兩個範圍。因此，於ICOCA範圍內，最遠只能到達米原站，於TOICA範圍內，最遠只能到達大垣站和美濃太田站。

### 停車站
- 詳細停車站如下（由2023年3月起）。

- ●：停車
- －：通過
- Ｘ：不經

- 下行

| 列車編號＼站名 | 大阪站 | 新大阪站 | 京都站 | 草津站 | 米原站 | 大垣站 | 名古屋站 | 尾張一宮站 | 岐阜站 | 鵜沼站 | 美濃太田站 | 白川口站 | 飛驒金山站 | 下呂站 | 飛驒萩原站 | 飛驒小坂站 | 久久野站 | 高山站 | 飛驒古川站 | 豬谷站 | 越中八尾站 | 速星站 | 富山站 | 總停車站數 |
| -------------- | ------ | -------- | ------ | ------ | ------ | ------ | -------- | ---------- | ------ | ------ | ---------- | -------- | ---------- | ------ | ---------- | ---------- | -------- | ------ | ---------- | ------ | ---------- | ------ | ------ | ---------- |
| 1號            |        |          |        |        |        |        | ●        | ●          | ●      | ●      | ●          | ●        | ●          | ●      | ●          | ●          | ●        | ●      |            |        |            |        |        | 12         |
| 3號            |        |          |        |        |        |        | ●        | —          | ●      | —      | ●          | —        | —          | ●      | —          | —          | —        | ●      | ●          | ●      | ●          | —      | ●      | 9          |
| 5號            |        |          |        |        |        |        | ●        | —          | ●      | —      | ●          | —        | —          | ●      | —          | —          | —        | ●      | ●          |        |            |        |        | 6          |
| 25號           | ●      | ●        | ●      | ●      | ●      | ●      | Ｘ       | Ｘ         | ●      | —      | ●          | —        | —          | ●      | —          | —          | —        | ●      | ●          | 11     |            |        |        |            |
| 7號            |        |          |        |        |        |        | ●        | —          | ●      | —      | ●          | —        | —          | ●      | —          | —          | —        | ●      | ●          | ●      | ●          | ●      | ●      | 10         |
| 9號            |        |          |        |        |        |        | ●        | ●          | ●      | —      | ●          | —        | ●          | ●      | —          | —          | —        | ●      |            |        |            |        |        | 7          |
| 11號           |        |          |        |        |        |        | ●        | —          | ●      | —      | ●          | —        | —          | ●      | —          | —          | —        | ●      | ●          | ●      | ●          | —      | ●      | 9          |
| 13號           |        |          |        |        |        |        | ●        | —          | ●      | —      | ●          | —        | —          | ●      | —          | —          | —        | ●      | ●          | ●      | ●          | ●      | ●      | 10         |
| 15號           |        |          |        |        |        |        | ●        | —          | ●      | ●      | ●          | ●        | ●          | ●      | ●          | —          | —        | ●      |            |        |            |        |        | 9          |
| 17號           |        |          |        |        |        |        | ●        | —          | ●      | ●      | ●          | ●        | ●          | ●      | ●          | ●          | ●        | ●      |            |        |            |        |        | 11         |
| 19號           |        |          |        |        |        |        | ●        | ●          | ●      | —      | ●          | ●        | ●          | ●      | ●          | ●          | —        | ●      |            |        |            |        |        | 10         |
| 總數           | 1      | 1        | 1      | 1      | 1      | 1      | 10       | 3          | 10     | 3      | 10         | 4        | 5          | 10     | 4          | 3          | 2        | 10     | 5          | 4      | 4          | 2      | 4      |            |

- 上行

| 列車編號＼站名 | 富山站 | 速星站 | 越中八尾站 | 豬谷站 | 飛驒古川站 | 高山站 | 久久野站 | 飛驒小坂站 | 飛驒萩原站 | 下呂站 | 飛驒金山站 | 白川口站 | 美濃太田站 | 鵜沼站 | 岐阜站 | 尾張一宮站 | 名古屋站 | 大垣站 | 米原站 | 草津站 | 京都站 | 新大阪站 | 大阪站 | 總停車站數 |
| -------------- | ------ | ------ | ---------- | ------ | ---------- | ------ | -------- | ---------- | ---------- | ------ | ---------- | -------- | ---------- | ------ | ------ | ---------- | -------- | ------ | ------ | ------ | ------ | -------- | ------ | ---------- |
| 2號            |        |        |            |        |            | ●      | ●        | ●          | ●          | ●      | ●          | ●        | ●          | ●      | ●      | ●          | ●        |        |        |        |        |          |        | 12         |
| 4號            |        |        |            |        |            | ●      | ●        | ●          | ●          | ●      | ●          | ●        | ●          | ●      | ●      | ●          | ●        |        |        |        |        |          |        | 12         |
| 6號            | ●      | ●      | ●          | ●      | ●          | ●      | —        | —          | —          | ●      | —          | —        | ●          | —      | ●      | —          | ●        |        |        |        |        |          |        | 10         |
| 8號            | ●      | —      | ●          | ●      | ●          | ●      | —        | —          | —          | ●      | —          | —        | ●          | —      | ●      | —          | ●        |        |        |        |        |          |        | 9          |
| 10號           |        |        |            |        |            | ●      | —        | ●          | ●          | ●      | ●          | ●        | ●          | ●      | ●      | ●          | ●        |        |        |        |        |          |        | 12         |
| 12號           |        |        |            |        | ●          | ●      | —        | —          | ●          | ●      | ●          | ●        | ●          | —      | ●      | —          | ●        |        |        |        |        |          |        | 9          |
| 14號           | ●      | ●      | ●          | ●      | ●          | ●      | —        | —          | —          | ●      | —          | —        | ●          | —      | ●      | —          | ●        |        |        |        |        |          |        | 10         |
| 16號           |        |        |            |        |            | ●      | —        | —          | —          | ●      | —          | —        | ●          | —      | ●      | —          | ●        |        |        |        |        |          |        | 5          |
| 36號           | Ｘ     | Ｘ     | ●          | ●      | ●          | ●      | —        | —          | —          | ●      | —          | —        | ●          | —      | ●      | ●          | ●        | ●      | 10     |        |        |          |        |            |
| 18號           |        |        |            |        |            | ●      | —        | —          | ●          | ●      | ●          | —        | ●          | —      | ●      | —          | ●        |        |        |        |        |          |        | 7          |
| 20號           | ●      | —      | ●          | ●      | ●          | ●      | —        | —          | —          | ●      | —          | —        | ●          | —      | ●      | —          | ●        |        |        |        |        |          |        | 9          |
| 總數           | 4      | 2      | 4          | 4      | 5          | 10     | 2        | 3          | 5          | 10     | 5          | 4        | 10         | 3      | 10     | 3          | 10       | 1      | 1      | 1      | 1      | 1        | 1      |            |

- 舉行清爽健行（日语：さわやかウォーキング）當日，車站於最接近會場的車站臨時停靠。
- 由於高山本線是單線鐵路，因此為了進行列車交會，部分車站會進行運轉停車。
- 於名古屋站到發的列車會在岐阜站轉變列車方向。在名古屋至岐阜之間，座位的方向是反轉的。

### 臨時列車
在沿線舉行一些活動時，於活動當日會設有臨時列車行走。
高山祭
在舉行「高山祭」期間（4月14日 - 15日，10月9日 - 10日），高山站會增加日間班次，而在第1日晩上祭典完結後，也會開設上行班次前往名古屋。
Owara風之盂蘭盆節
在「Owara風之盂蘭盆節」的本祭中，除了最後一天的所有日子（9月1日至2日）。部份黃昏時段班次會由高山站延長至越中八尾站，在深夜時也會開設臨時「飛驒」，從越中八尾站前往高山站。
崇教真光
自2018年3月起，每逢崇教真光的特別活動（約每個月一次），於早上6時15分會有一班單向開由名古屋開往高山站的特別列車「飛驒61號」。該列列車並沒有表列在日常的開車時間表內。
古川祭
在舉行「古川祭」當日（4月19日、20日），「飛驒17號」會延長行駛至飛驒古川站；亦另設有回程的特急「古川節號」班次，從飛驒古川站出發前往高山，全車自由席。
大阪到發
在2011年前，曾經設有於大阪站到發的臨時列車班次。
好旅行 再次旅行 飛驒
在岐阜縣的「飛驒·美濃自慢項目」中與觀光活動「好旅行 再次旅行 岐阜之旅」進行商業搭配。在項目中，開設了「好旅行 再次旅行 飛驒」列車。在2007年（平成19年）10月6日至12月23日之間的星期六和假日行走。在名古屋至高山之間只有下行1班（91號）。去程只會乘坐於列車的指定席。在這個項目中發售了「好旅行 再次旅行 飛驒號往返優惠車票」。

### 使用車輛
自2023年3月18日改點起，所有班次列車使用HC85系，此款車於2021年1月起量產，2022年7月起載客運行，逐步取代原本的KiHa 85系。
而每一編號列車的車廂數目也不盡相同，主要有以下兩款：
- 包含全節綠色車廂在內的四輛編成；
- 不含綠色車廂的兩輛編成。

在KiHa 85系與HC85系並存時期，列車編成可為4輛、6輛或7輛。如列車只單獨行駛名古屋～高山間，則為4輛編成；開往名古屋～富山間則為6輛或7輛，並在高山站時進行解結或增結，使行駛高山～富山間的列車維持在3輛編成；至於與大阪站併結的5號（25號）及16號（36號）則為特例。在多客時期，會增加1卡指定席車廂，最多可連結10個車廂。另外，只有定期列車才會駛入富山站。由於列車於岐阜站會轉換行車方向，加上在名古屋站至岐阜站之間，乘車時間只需約20分鐘，因此從名古屋站出發時，座位的方向已經是逆向，以便從岐阜站出發時，座位方向是與列車前進方向（高山本線方向）一致。

#### 過去的車輛、只於計劃期間使用的車輛
在開始運輸當初使用KiHa 80系柴油列車，直至1990年前一直使用。在磁浮、鐵道館中保存的KiHa 82 73，設有此列車的頭徽。
曾經「飛驒」有計劃使用曾經於「信濃」服役的KiHa 181系柴油列車，但是由於該列車於高山本線曾經多次發生故障和問題，使被反對繼續於該線上行走。另外，當初也計劃把高山本線電氣化後，預定引入381系電動列車行走「飛驒」，後來由於取消電氣化而中止這個計劃。
1989年2月18日起，導入KiHa 85系柴油動車組，直到2023年3月17日開行最後班次之後退出服務。

### 最高速度
由於高山線內急彎較多，列車最高速度通常只限於直線區間內。
- 名古屋站～岐阜站、岐阜站～大阪站：120km/h
- 岐阜站～下麻生站：110km/h
- 下麻生站～高山站：100km/h
- 高山站～富山站：85km/h

### 擔任車長區
於大阪站到發的班次會在米原站，於富山站到發的班次會在豬谷站進行JR西日本和JR東海乘務員交班。在2004年3月12日前於米原站，在2009年3月13日前於豬谷站，只有列車司機交班。當時JR東海的車長會繼續在JR西日本區間擔任車長。
- JR東海
  - 名古屋運輸區（日语：名古屋運輸区）（25、36號，米原站至岐阜站之間）
  - 美濃太田運輸區（日语：美濃太田運輸区）（名古屋站至高山站之間）
  - 高山運輸區（日语：高山運輸区）（名古屋站至豬谷站之間）
- JR西日本
  - 京都車長區（日语：京都車掌区）（25號、36號 大阪站至米原站之間）
  - 金澤列車區（日语：金沢列車区）（富山站至豬谷站之間）
- 過去擔任
  - 大阪車長區（日语：大阪車掌区）（36號，米原站至大阪站之間） - 2014年3月修正前
  - 富山地域鐵道部（日语：富山地域鉄道部）（富山站至豬谷站之間） - 2015年3月13日前

## 高山本線之優等列車演變

### 戰前
在第二次世界大戰前，高山本線還未有優等列車。在1932年10月8日起，名古屋鐵道（當時的鐵路公司名稱為名岐鐵道）犬山線至高山本線（當時的稱呼為高山線）開始設有直通列車行駛，直至1945年為止。該列車沒有像「黑潮列車」一樣附上列車名稱。在1934年10月25日高山本線全線開通當時，岐阜站至高山站之間開設了準急列車（當時不需要額外費用），直至1937年暫停服務。
- 1932年（昭和7年）10月8日：開設了犬山線直通至高山本線的直通列車，當時列車行走於犬山線的終點站柳橋站（日语：柳橋駅 (愛知県)）至下呂站之間，逢星期六及假日行走。直通列車使用Mo750形（日语：名古屋鉄道デセホ700形電車）（755、756號）的改裝車（半節車廂改為榻榻米），行車時間為約2小時。
- 1933年（昭和8年）7月：駛入高山本線的專用車廂加設廁所等特別設備，車輛型號改為Mo250形。
- 1934年（昭和9年）10月25日：高山本線全線開通。同日開設了準急列車，行走於岐阜站至高山站之間，毎日設有1個往返班次。停車站分別為那加、鵜沼、美濃太田、飛驒金山、下呂、飛驒小坂[6]。
- 1937年（昭和12年）秋天：行走於岐阜站至高山站之間準急列車暫停服務[7]。
- 1940年（昭和15年）10月10日：新設定期列車，行走於押切町站（日语：押切町駅）（與柳橋站同樣為名鐵於名古屋的終點站）至富山站之間，毎日設有1個往返班次。於名鐵線內（押切町站至新鵜沼站之間）設有鐵道省的客車和名鐵的電動列車（Mo700形（日语：名古屋鉄道デセホ700形電車）等）一同牽引。在高山本線鵜沼站至富山站之間與行走於岐阜站至富山站之間的列車結併。
- 1941年（昭和16年）8月12日：新名古屋站（現時：名鐵名古屋站）啟用，直通列車的到發站改於該站。
- 1945年（昭和20年）：由於戰況惡化，使直通列車被取消（正確的日時，中止營運的實際理由不詳）。在末期，直通列車於高山本線內各站停車[8]。

### 戰後開設優等列車
- 1951年（昭和26年）
  - 5月：在戰後，為了運送乘客從名古屋前往下呂一帶觀光。開設了不定期準急列車「山鳩」（日语：／），行走於名古屋站至下呂站之間，當時使用客車行走[9]。
  - 7月21日：開設不定期快速列車「乘鞍」，行走於名古屋站至高山站之間[7][10]。除了夏季以外，「山鳩」仍然繼續營運[11]。
- 1952年（昭和27年）7月19日：當年起，「乘鞍」變為準急列車[7][12]。
- 1953年（昭和28年）9月19日：行走於名古屋站至下呂站之間的不定期準急「山鳩」延長至高山站，並改名為「飛驒」[7][13]。在此以後，繼續以不定期的方式行走[14]。
- 1955年（昭和30年）5月11日：首次開設於高山本線內的夜行普通列車（設有通過車站）[15]。下行班次從名古屋站出發前往富山站[注 3]。上行班次從富山站出發前往岐阜站，整段都是快速運輸[注 4]。
- 1958年（昭和33年）
  - 3月1日：開設行走於名古屋站至富山站之間，途經東海道本線和高山本線的定期準急列車「飛驒」，當時使用柴油列車行走。
  - 9月20日：「飛驒」增加1個往返班次。被增加的班次行走於名古屋站至高山站之間。另外，原本行走的班次延長於高岡站到發。
  - 當時，在大阪站至下呂站和高山站之間，設有不定期準急列車班次（列車愛稱分別設有「黑百合」和「乘鞍」（日语：／）等）[注 5]。
- 1960年（昭和35年）
  - 7月1日：「飛驒」增加1個往返班次，於高山站到發。
  - 10月1日：「飛驒」的1個往返班次變成循環（日语：循環列車）準急列車「こがね」、「銀」。
    - 關於途經路線，「銀」從名古屋站出發，順序途經岐阜站、高山站、富山站、金澤站、米原站、岐阜站，最後以名古屋站作為終點站。而「小金」則為反方向停靠。班次方面，「銀」設有2班，「小金」設有1班。由於發現中京圈與北陸之間，高山本線成為了一條捷徑，因此在這個情況下開設了此列車。另外，1班「銀」於高山本線內為夜行列車（由原來的夜行普通列車升級而成）[注 6]。
- 1961年（昭和36年）3月1日：於富山站出發前往岐阜站的夜行普通列車升級為「飛驒」，變為從富山站出發前往名古屋站[注 7]。
- 1963年（昭和38年）4月20日：急行「加越」增加1個往返班次，行走於名古屋站至金澤站之間，準急「飛驒」增加1個往返班次，行走於四日市站至高山站之間。「加越」在高山本線內停靠最少車站，中途只停靠尾張一宮、岐阜、美濃太田、下呂、高山、飛驒古川、富山、高岡和津幡[21]。
- 1965年（昭和40年）8月5日：開設準急「高山」，行走於名鐵神宮前站至高山站之間。
  - 該列車使用來自名鐵的名鐵KiHa 8000系柴油列車（日语：名鉄キハ8000系気動車），其車輛內裝與國鐵特急形柴油列車（日语：国鉄キハ80系気動車）相差無異。
- 1966年（昭和41年）
  - 3月5日：隨著急行費用制度（日语：急行券）進行修訂，「飛驒」、「小金」、「銀」和「高山」升級至急行列車。
  - 3月25日：「飛驒」不再駛入四日市站[22][12]。
  - 10月：開設急行「奧美濃」，行走於名古屋站至越美南線北濃站之間。開設急行「乘鞍」，行走於大阪站至高山站之間，當時該列車不定期行走，只於旺季每日行走[23]。
    - 在開設「奧美濃」前。於1964年已經設有臨時列車「御母衣」，於列車於高山本線內與「飛驒」結併。下行列車在美濃白鳥站至北濃站之間會變為普通列車。

  - 12月1日：名鐵直通的急行「高山」改於飛驒古川站到發。當時也有臨時準急列車「萊茵」，行走於岐阜站至下呂站之間。
- 1967年（昭和42年）
  - 7月 - 8月：日本國鐵向名鐵借用KiHa 8000系，行走名古屋站至高山站之間的夜行臨時急行「龍膽」（只限下行班次）。
  - 12月：使用「黑潮」的夜間停泊時段，行走於名古屋站至飛驒古川站之間的臨時急行「飛驒滑雪」班次，當時只有下行班次，上行為不載客列車。當時少見使用特急形柴油列車行走臨時急行。

### 特急「飛驒」開始運輸以後
- 1968年（昭和43年）10月1日：實施4・3・10（日语：ヨンサントオ）時間表修正，設有以下改動。
  1. 「飛驒」升級至特急列車，行走於名古屋站至金澤站之間，途經東海道本線、高山本線和北陸本線。當時只有1個往返班次。停車站：岐阜、美濃太田、下呂、高山、富山和高岡，高山站至富山站之間不停站[24]。
  2. 原本「飛驒」和「加越」等，行走於名古屋站至富山站之間，途經東海道本線、高山本線的急行列車統一名為「乘鞍」。當時包含夜行列車1個往返班次，共有下行6班，上行7班。另外，「銀」於高山本線內為夜行列車的1個班次取消。另外，於金澤到發的「乘鞍」中，1個往返班次會直通至七尾線的穴水站，變成季節列車。
  3. 原本名為「乘鞍」，行走於大阪站至高山站之間的不定期急行列車變成定期列車，並改名為「黑百合」。
  4. 開設了從下呂站出發前往美濃太田站的臨時急行列車「萊茵」。
- 1969年（昭和44年）
  - 10月1日：「奧美濃」於越美南線內變成普通列車。
- 1970年（昭和45年）
  - 7月14日：開設臨時急行列車「室堂」，行走於名古屋站至富山地方鐵道立山站之間。
    - 「室堂」從名古屋站出發的班次為夜行列車，從立山站出發的班次為日間列車。

  - 7月15日：行走於名鐵神宮前站至飛驒古川站之間的急行列車「高山」改名為「北阿爾卑斯」。「北阿爾卑斯」在夏季期間延長至富山地方鐵道立山站。
- 1971年（昭和46年）10月1日：行走於大阪站至高山站之間的急行列車「黑百合」改名為「高山」。
- 1972年（昭和47年）3月15日：「高山」升級為定期列車。另外，「小金」、「銀」廢除，上述兩列車於高山本線部分變成了「乘鞍」班次。
- 1973年（昭和48年）
  - 7月：「萊茵」從下呂前往美濃太田的班次降級為臨時快速列車。
  - 10月1日：開設臨時急行「宇奈月」，該列車與「乘鞍」結併運輸，行走於名古屋站至宇奈月溫泉站之間。
- 1974年（昭和49年）12月：在該月後再沒有「萊茵」班次。
- 1975年（昭和50年）
  - 7月：開設臨時快速列車「飛騨路」（日语：／），從名古屋出發前往高山。
- 1976年（昭和51年）
  - 9月3日：1個「乘鞍」往返班次（行走於名古屋站至高山站之間）所使用的KiHa 91系（日语：国鉄キハ90系気動車），於當日起結束使用。翌日4日起，與其他「乘鞍」同樣改用KiHa 58系（日语：国鉄キハ58系気動車）。

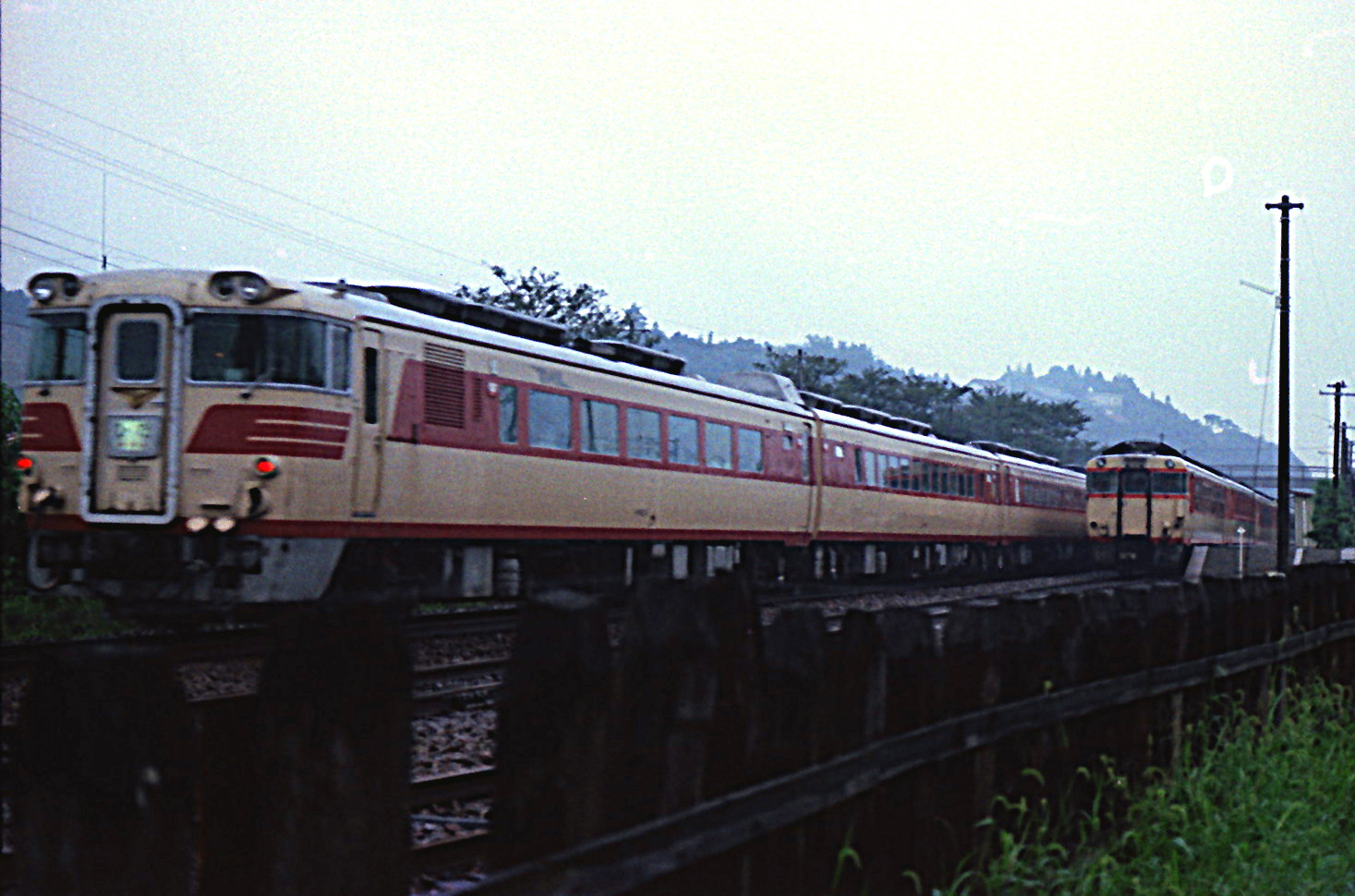
特急「飛驒」與KiHa 91急行「乘鞍」進行列車交會（那加站，1976年）

- - 10月1日：實施時間表修正，設有以下改動。
    1. 「北阿爾卑斯」升級至特急列車。
    2. 原本屬於小郡機關區的KiHa 82系開始行走特急「飛驒」名古屋站至高山站之間，共增加2個往返班次。
- 1978年（昭和53年）10月2日：實施時間表修正，設有以下改動。
  1. 特急「飛驒」新設1個往返班次，行走於名古屋站至高山站之間。
  2. 行走於名古屋站至金澤站之間的特急「飛驒」列車中，新增飛驒古川站和豬谷站兩個停車站[24][25]。
  3. 急行「高山」延長至飛驒古川站。

- 1. 急行「乘鞍」不再直通至七尾線。

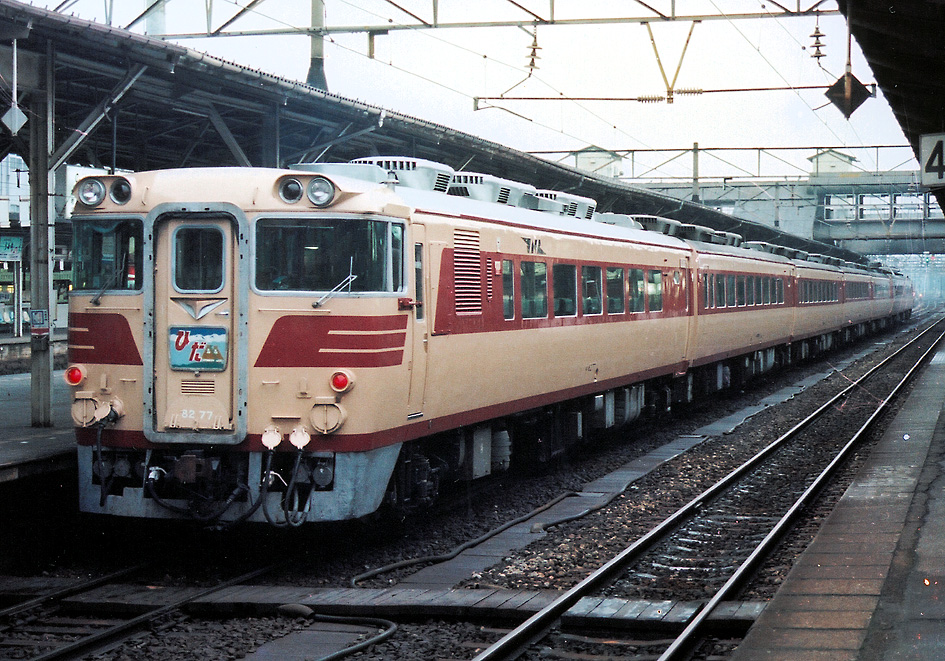
KiHa 80系特急「飛驒」（富山站，1982年）

- 1980年（昭和55年）10月1日：特急「飛驒」的頭徽改變，新頭徽使用了合掌造的家和飛驒山脈作為特徵。
- 1982年 (昭和57年)：急行「奧美濃」被廢除。
- 1984年（昭和59年）
  - 2月1日：實施時間表修正。急行「宇奈月」、「室堂」被廢除。夜行的「乘鞍」也被廢除。
  - 7月1日：特急「北阿爾卑斯」於夏季時期不再駛入富山地方鐵道立山站。
- 1985年（昭和60年）3月14日：實施時間表修正（日语：1985年3月14日国鉄ダイヤ改正），設有以下改動。
  1. 特急「飛驒」廢除飛驒古川站至金澤站之間路段。自此變成行走於名古屋站至高山站、飛驒古川站之間的特急列車。
  2. 特急「北阿爾卑斯」改為行走於名鐵新名古屋站（後來名為名鐵名古屋站。實際上為神宮前站）[注 8]至富山站之間。另外加停越中八尾站[26]。
  3. 急行「乘鞍」不再駛入北陸本線。自此變成行走於名古屋站至高山站、富山站之間之間的急行列車。

### 國鐵分割民營化後

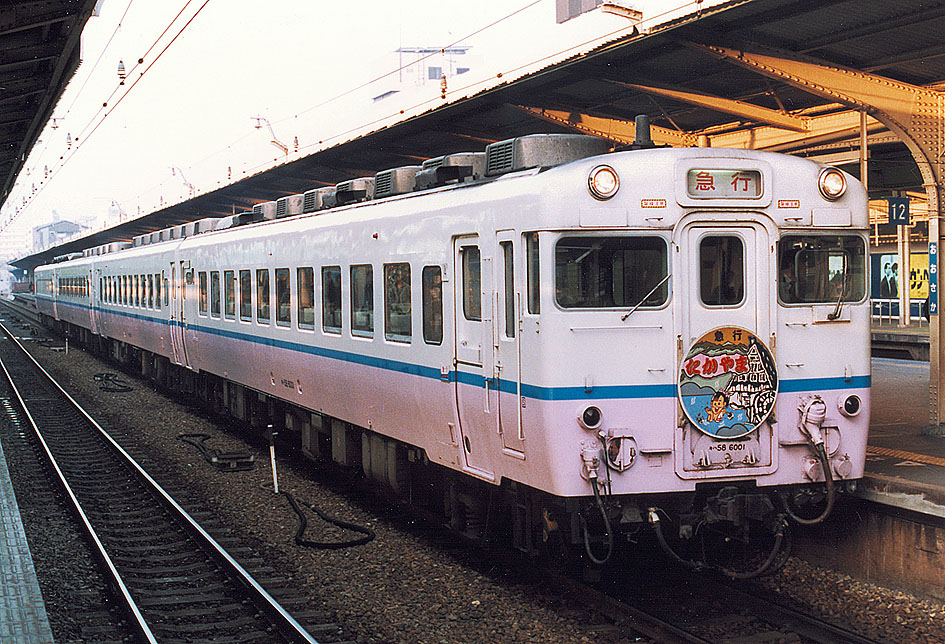
內部經過改裝的急行「高山」（大阪站，1991年）

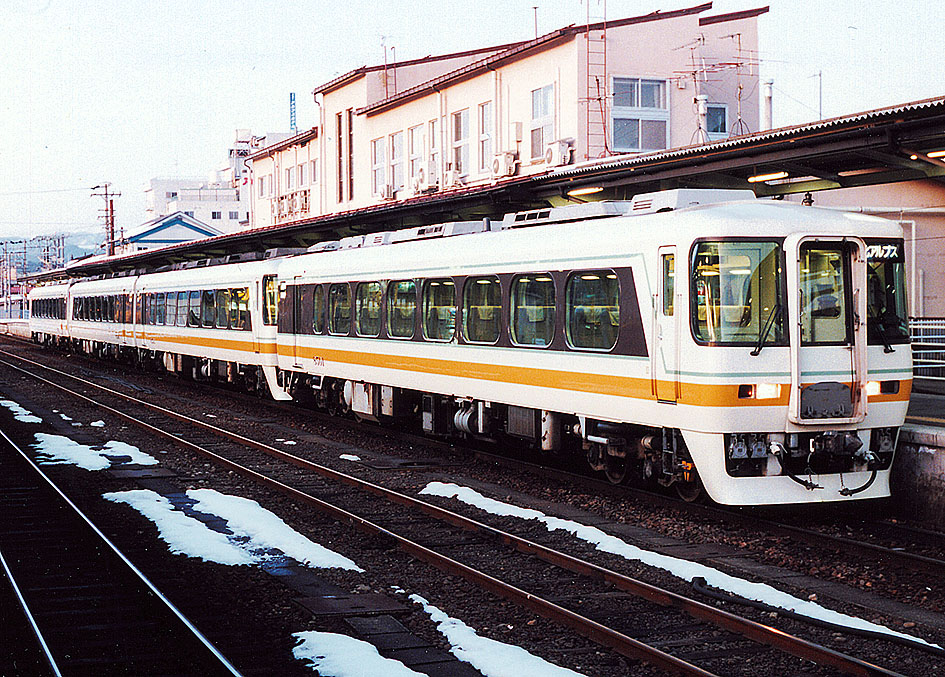
名鐵 KiHa 8500系特急「北阿爾卑斯」（高山站，1992年）

- 1988年（昭和63年）7月：使用歡樂列車（日语：ジョイフルトレイン）「黃金快車阿斯特（日语：ゴールデンエクスプレスアストル）」行走臨時特急「烏托邦高山」，該列車行走於大阪站至高山站之間，途經富山站。在大阪站至富山站之間與特急「雷鳥」結併運輸。
- 1989年（平成元年）
  - 2月18日：「飛驒」1個往返班次（3號、6號）引入KiHa 85系[27]。
  - 3月11日：實施時間表修正。原本特急「飛驒」、急行「乘鞍」分別設有4個往返班次，變成「飛驒」設有5個往返班次[28]，「乘鞍」只剩下3個往返班次。使用廣寬視野柴油列車KiHa 85系的「飛驒」班次改為3號和8號[28]。
  - 7月15日：為了運送世界設計博覧會（日语：世界デザイン博覧会）的遊客，前往名古屋的2班，從名古屋出發的1班列車改於金山站到發（被影響的班次為飛驒2號、4號和9號）。實施日期為直至11月26日[29]。
- 1990年（平成2年）
  - 3月10日：實施時間表修正，設有以下改動。
    1. 「飛驒」變成L特急。3個往返班次延長至富山站[30]。
      - 同時，所有「飛驒」列車改用KiHa 85系，同時把「飛驒」提速[30]。名古屋站至高山站之間最快行車時間縮短至2小時16分鐘。當時使用了「Metamorphose高山線」這個流行語，以表現出高山本線新的一面。另外，名古屋站至富山站之間的乘車時間減少至不到4小時，比原來的「乘鞍」之行車時間縮短1小時10分鐘[30]，行車時間媲美途經北陸線的「白鷺」。

    2. 在這個時間表修正中，只有定期特急「南紀」中使用KiHa 80系。
    3. 特急「北阿爾卑斯」改於高山站到發[30]。
    4. 急行「乘鞍」被廢除[30]。
      - 所有定期急行「乘鞍」被廢除，但是在多客時期，仍然會開設行走於名古屋站至高山站之間，臨時急行列車「乘鞍」，該列車為全車指定席。

    5. 急行「乘鞍」原本有2個往返班次停靠速星站。在修正後，特急「飛驒」也安排2個往返班次停靠該站。急行「乘鞍」原本有1往返班次停靠笹津站，特急「飛驒」沒有安排班次停靠該站，以後也沒有安排班次停靠該站[31][32]。

  - 8月：行走於大阪站至高山站之間的臨時特急「烏托邦高山」被廢除。
- 1991年（平成3年）
  - 2月7日：所有急行「高山」的車輛改裝完成。另外，改裝工程於1990年12月尾開始，當完成改裝後便隨時行走定期列車班次。
  - 3月16日：實施時間表修正，設有以下改動。
    1. 「北阿爾卑斯」引入名鐵KiHa 8500系柴油列車（日语：名鉄キハ8500系気動車）[33]。
      - 由於名鐵KiHa 8500系柴油列車在設計上可與KiHa 85系柴油列車結併，因此在美濃太田站，「北阿爾卑斯」和「飛驒」可進行解結併作業[33]。因此，「北阿爾卑斯」在部分時期會與臨時「飛驒」結併[33]。

    2. 引入彈弓轉轍器（Y字形轉轍器）。名古屋站至高山站之間的最快行車時間可縮短7分鐘至2小時9分鐘[注 9][33][34]。比起KiHa 80系（日语：国鉄キハ80系気動車）的時代縮短38分鐘。
    3. 在名古屋站至富山站之間的最快行車時間縮短16分鐘，只需3小時35分鐘[注 10][33][34]。此外，富山到發的班次增加1個往返班次至4個往返班次[33]。
    4. 開設通過美濃太田站的班次，該班次在岐阜站至下呂站之間不停站[34][35]。
- 1993年（平成5年）7月：「飛驒路」於當年後不再開辦。
- 1994年（平成6年）
  - 10月25日：隨著舉行高山本線60周年紀念典禮，開設「紀念飛驒號」之活動列車，行走於名古屋站至高山站之間，只有1個往返班次，使用KiHa 82系行走。
  - 12月上旬：為了紀念高山本線全通60周年和美濃加茂市成立40周年，開設了「紀念6040飛驒」。這是最後一次有KiHa 82系於高山本線內行駛。
- 1995年（平成7年）7月：部分日子中，與「北阿爾卑斯」結併的「飛驒」臨時列車改從大阪站到發。這是自從急行「高山」定期化後，首次有「飛驒」列車於大阪站到發。另外，回程前往大阪的班次為單獨運輸[36]。
- 1996年（平成8年）：
  - 4月：於前月3月16日的時間表修正中，於富山站到發的「飛驒」1個往返班次於繁忙時期延長至金澤站[37]。這個安排在1999年前持續實施[注 11]
  - 7月：部分日子中，與「北阿爾卑斯」結併的「飛驒」臨時列車會在岐阜站再進行結併，分別前往名古屋和大阪。該列車共分為三個編成（「北阿爾卑斯」、「飛驒」前往大阪和「飛驒」前往名古屋）[39]。
- 1999年（平成11年）
  - 2月：為了滑雪客而開設的臨時列車「廣寬視野飛驒滑雪」結束營運。當時列車行走於濱松站[注 12]或豐橋站至飛驒古川站之間，去程為夜行列車，回程為日間列車[40]。
  - 12月4日：實施時間表修正，設有以下改動。

  1. 急行「高山」廢除，升級至特急「飛驒」。
    - 於大阪站到發的「飛驒」班次，在岐阜站與名古屋站到發的編成解結併。

  2. 特急「北阿爾卑斯」與定期特急「飛驒7號、18號」結併運輸。
    - 自此，「飛驒」從8個定期往返班次加至10個定期往返班次。

### 2000年代
- 2001年（平成13年）10月1日：特急「北阿爾卑斯」被廢除。再沒有名鐵駛入高山本線。
- 2003年（平成15年）
  - 2月：為了冬季的滑雪客而臨時停靠杉原站之安排於該年後取消[41]。
  - 10月1日：所有特急「飛驒」定期班次停靠美濃太田站[42]。在臨時列車方面，於2005年3月修正前仍然列車通過該站[43]。
- 2004年（平成16年）10月：在颱風吹襲下發生水災。使高山本線高山站至富山站之間暫停服務（路線不能通行區間為高山站至豬谷站之間）。在11月起，前往飛驒古川站的區間重開，暫停服務區間變成飛驒古川站至富山站之間。
- 2007年（平成19年）
  - 9月8日：高山本線全線重開，在約3年後服務全面回復正常。
  - 10月6日：「好旅行 再次旅行 飛驒」開始運輸。
- 2008年（平成20年）3月15日：「飛驒」的1個往返班次（行走於名古屋站至高山站之間）在時間上作出變更。下行原本於下午出發，改為上午。上行原本在黃昏出發，改為日間。因此，下行定期班次中，最早出發的「飛驒1號」，原本在上午11時到達高山，修正後早一小時到達，於早上10時到達高山。
- 2009年（平成21年）
  - 3月14日：富山站至豬谷站之間的車長業務由JR西日本富山地域鐵道部負責。
  - 6月1日：所有車輛所有座位禁煙。

### 2010年代
- 2013年3月16日：停止車內販賣服務[44]。
- 2015年3月14日：隨著北陸新幹線長野站至金澤站之間開通。「飛驒」成為了富山縣內唯一的JR在來線特急列車[45]。另外，隨著廢除了富山地域鐵道部，富山站至豬谷站之間的車掌服務改由金澤列車區負責，司機則改由北陸廣域鐵道部派遣。
- 2016年3月26日：飛驒8號的起點由高山改至富山，飛驒18號則由富山改為高山。前者可方便轉乘從東京的光輝503號，方便了乘客從北陸新幹線轉乘列車前往高山市與附近地區[46][47]。此外，隨著於大阪到發的特急信濃廢除，「飛驒」成為了除了寢台特急日出瀨戶、出雲外，唯一一架JR東海特急列車於大阪站到發。
- 2018年：

- 3月17日：「飛驒」不再成為L特急。
- 6月29日：因發生了山泥傾瀉，下呂站至高山站之間暫停服務，「飛驒」的服務亦須作出調整。
- 7月1日：綠色車廂開始設有免費Wi-Fi服務。
- 8月11日：因2018年7月西日本豪雨，高山本線飛驒小坂站至富山站之間不能通行，「飛驒」全線暫停服務。當日較後時間名古屋站、大阪站至飛驒古川站之間重開，但坂上站至豬谷站之間仍然不能通行，因此安排了代行巴士往來高山站～飛驒古川站～豬谷站之間。
- 11月21日：坂上站～豬谷站重開，「飛驒」於飛驒古川站至富山站之間服務重開。同日，所有車廂提供免費Wi-Fi服務。

- 2019年12月12日：發表於2022年度起，將逐步以混能車輛「HC85系」行走「飛驒」[58]。

### 2020年代
- 2022年：
  - 3月12日：列車名稱不再採用「Wideview」字樣[59]。
  - 7月1日：「飛驒」2往復（1号・4号・10号・17号）引入HC85系[3]。
  - 8月1日：「飛驒」1往復（2号・15号）引入HC85系[3]。
  - 12月1日：「飛驒」1往復（3号・14号）引入HC85系[60]。
- 2023年：
  - 3月18日：「飛驒」全定期列車（包括來回大阪站班次）使用HC85系營運[61]。

### 列車名的由來
※五十音順。
- 「宇奈月」  : 取自終點站「宇奈月溫泉」。
- 「奧飛驒」 : 取自飛驒国東部的「奧飛驒溫泉鄉」。
- 「奧美濃」 : 取自美濃國北部名稱。
- 「加越」 : 取自石川縣和富山縣的舊國鐵「加賀」和「越中」。
- 「北阿爾卑斯」 : 取自飛驒山脈的別名「北阿爾卑斯」。
- 「黑百合」 : 取自高山植物「黑百合」。
- 「小金」 : 取自北陸地方的穀倉地帶於秋天稻穗的印象。
- 「銀」 : 取自積滿雪的飛驒山脈之印象。
- 「高山」 : 取自沿線的城市「高山市」。
- 「乘鞍」 : 取自飛驒山脈的「乘鞍岳」。
- 「飛驒路」 : 取自前往「飛驒國」的道路。
- 「御母衣」 : 取自「御母衣水壩」。
- 「室堂」 : 取自立山的登山基地「室堂（日语：室堂）」。
- 「烏托邦高山」 : 取自歡樂列車（日语：ジョイフルトレイン）的車輛名稱「烏托邦 (車輛)（日语：ゆぅトピア）」與目的地「高山」組合而成。
- 「萊茵」 : 取自木曾川的「日本萊茵」。
- 「龍膽」 : 取自植物「龍膽」。

## 外部連結
- KiHa85系 （页面存档备份，存于）（日語）（車輛資訊） - 東海旅客鐵道
- 特急〔廣寬視野〕飛驒 KiHa85系 （页面存档备份，存于）（日語） - JR出行網 （西日本旅客鐵道）
- 第30屆 KiHa85系 特急（廣寬視野〕飛驒 （页面存档备份，存于）（日語） - Toretabi